# Dendronephthya filigrana
Dendronephthya filigrana är en korallart som beskrevs av Kükenthal 1906. Dendronephthya filigrana ingår i släktet Dendronephthya och familjen Nephtheidae. Inga underarter finns listade i Catalogue of Life.